# بحيرة سايكو
بحيرة سايكو أو البحيرة الغربية (باليابانية: 西湖 ، سايكو)، هي واحدة من بحيرات فوجي الخمس وتقع في بلدة فوجيكاواجوتشيكو في محافظة ياماناشي الجنوبية بالقرب من جبل فوجي في اليابان.
تعتبر بحيرة سايكو رابع بحيرات فوجي الخمس من حيث المساحة والثانية من حيث العمق ويبلغ أقصى عمق للمياه فيها 71.1 مترًا (233 قدمًا). ارتفاع سطحه 900 متر (3000 قدم) فوق سطح البحر وهو نفسه بالنسبة لبحيرة موتسو وبحيرة شوجي، مما يؤكد أن هذه البحيرات الثلاث كانت في الأصل بحيرة واحدة في وقت سابق والتي تم تقسيمها بواسطة تدفق هائل من الحمم البركانية من جبل فوجي خلال الثوران الذي حدث بين عامي 864 إلى 868 م. كما توجد بقايا لتدفق الحمم البركانية الآن تحت غابة أوكيغاهارا جوكاي، وهناك أدلة تشير إلى أن هذه البحيرات الثلاث لا تزال متصلة بممرات مائية جوفية.
تقع البحيرة داخل حدود حديقة إيزو فوجي هاكوني الوطنية.
ليس لدى بحيرة سايكو تصريف طبيعي لكن يوجد قناة اصطناعية تربطها الآن ببحيرة كاواجوتشي. كما هو الحال مع بحيرات فوجي الخمس الأخرى، تعد المنطقة منتجعًا شهيرًا مع العديد من الفنادق على ضفاف البحيرة ومرافق ركوب الأمواج ومواقع المخيمات وقوارب الرحلات.
تم إدخال عدة أنواع من الأسماك للبحيرة منها الشبوط الياباني ، واكاساجي ، وكونيماسو في فترة ميجي ويعتبر الصيد رياضة شائعة أيضًا.
ومع ذلك يُعتقد أن نوع سمك كونيماسو التي تم إدخالها إلى عدد من البحيرات في اليابان في فترة تايشو قد انقرضت حيث تم الإبلاغ عن آخر مشاهدة لها في عام 1935م حتى أعيد اكتشافها في بحيرة ساي في عام 2010م.
البحيرة الغربية في هانغتشو في الصين تكتب بنفس الكانجي المستخدم في كتابة اسم بحيرة ساي.